# نقشه‌برداری محیطی
نقشه‌برداری محیطی (به انگلیسی: Environmental surveying) عنوان حرفه‌ای در حوزه گسترده‌تر نقشه‌برداری است که دست‌اندرکاران آن به عنوان نقشه‌بردار محیطی شناخته می‌شوند. نقشه‌برداران محیط زیست از تکنیک‌های نقشه‌برداری برای درک تأثیر بالقوه عوامل محیطی بر توسعه املاک و ساخت‌وساز و برعکس تأثیری که توسعه املاک و مستغلات و ساخت‌وساز بر محیط زیست خواهد داشت، استفاده می‌کنند.